# Generazione Z

Le etichette usate nel gergo giornalistico e dei media per indicare le diverse generazioni

La Generazione Z (o Centennials, Digitarians, Gen Z o GenZ, iGen, Plurals, Post-Millennials, Zoomers) è la generazione delle persone nate tra la seconda metà degli anni novanta del XX secolo e la prima metà degli anni duemiladieci (anche se i numeri precisi variano a seconda delle diverse definizioni che vengono presentate) e i cui membri sono generalmente figli della Generazione X (1965-1979) e degli ultimi baby boomer (1946-1964).
Tale generazione è stata preceduta dalla Generazione Y, mentre la generazione successiva è stata chiamata Generazione Alfa.
Si tratta della prima generazione ad essersi sviluppata potendo godere dell'accesso ad Internet sin dall'infanzia, e perciò i suoi membri sono considerati avvezzi all'uso della tecnologia e dei social media, che incidono per una parte significativa sul loro processo di socializzazione. Pertanto essi sono stati definiti da Marc Prensky nel 2001 "nativi digitali", termine che ha suscitato vivaci critiche e rispetto al quale lo stesso Prensky ha poi preso le distanze.

## Terminologia
Gli autori William Strauss e Neil Howe hanno scritto alcuni saggi che hanno come oggetto di studio le generazioni; sono stati accreditati per essere coloro che hanno coniato il termine Millennial. Howe affermò: "Nessuno sa come si chiamerà la generazione successiva ai Millennial".

### Homeland Generation
Nel 2005, negli USA l'azienda di Strauss e Howe sponsorizzò un concorso online sul nome da dare a questa nuova generazione. I partecipanti votarono in maniera massiccia per Homeland Generation. Tutto ciò non fu molto dopo gli attentati dell'11 settembre 2001, e probabilmente una delle conseguenze degli attacchi fu che gli statunitensi si sentissero più sicuri a casa propria. Howe si autodefinì come "non totalmente convinto" del nome e disse che "i nomi spesso sono inventati da persone che subiscono una forte pressione da parte della stampa. Tutti cercano un colpo di genio".

### Generazione Z
Il nome Generazione Z è stato usato perché segue in ordine alfabetico le lettere X e Y, usate rispettivamente per definire la Generazione X e la Generazione Y (termine usato per i Millennial). Nel 2012, USA Today ha sponsorizzato un altro concorso online per i lettori per scegliere il nome della generazione successiva ai Millennial. Vinse il nome Generazione Z, nonostante ne fossero stati proposti altri, tra cui: iGeneration, Gen Tech, Gen Wii, Net Gen, Digital Natives e Plurals. Secondo Horovitz, questa generazione parte dal 1995.

### iGeneration
iGeneration (o iGen) è un nome che reclamano diverse persone. La professoressa di psicologia Jean Twenge sostiene che il nome iGen "le è venuto in mente" mentre stava guidando per la Silicon Valley, e che intendeva usarlo per il suo libro del 2006 chiamato Generation Me ma che fu ignorato dal suo editore. Il demografo Cheryl Russell dichiara di essere stato il primo ad usare il termine nel 2009. Matt Carmichael, dell'agenzia Ad Age, nel 2012 disse: "Pensiamo che iGen sia il nome che meglio definisca e che meglio aiuti a comprendere questa generazione". A chi obiettava che il nome fosse "una strizzata d'occhio ai prodotti della Apple, l'iPod e iPhone", Matt Carmichael risponde che la "i" minuscola in iGeneration "lascia spazio all'interpretazione" e "potrebbe essere una quantità di cose diverse: può stare per interattivo, per internazionale, per qualcosa che non abbiamo ancora scoperto". Secondo Nathan Heller questa denominazione "suona come un adattatore usato per ricaricare il cellulare sull'autobus".

### Plural
Un'altra agenzia di comunicazione e marketing, Frank N. Magid Associates, ha denominato questo gruppo come The Pluralist Generation o Plural. Anche la società statunitense Turner Broadcasting System ha usato il termine Plurals invece di Generazione Z.

### Post-Millennial
Un'altra denominazione diffusa è quella di Post-Millennial, che significa né più né meno che "generazione che segue quella dei Millennial".

### Digitarian

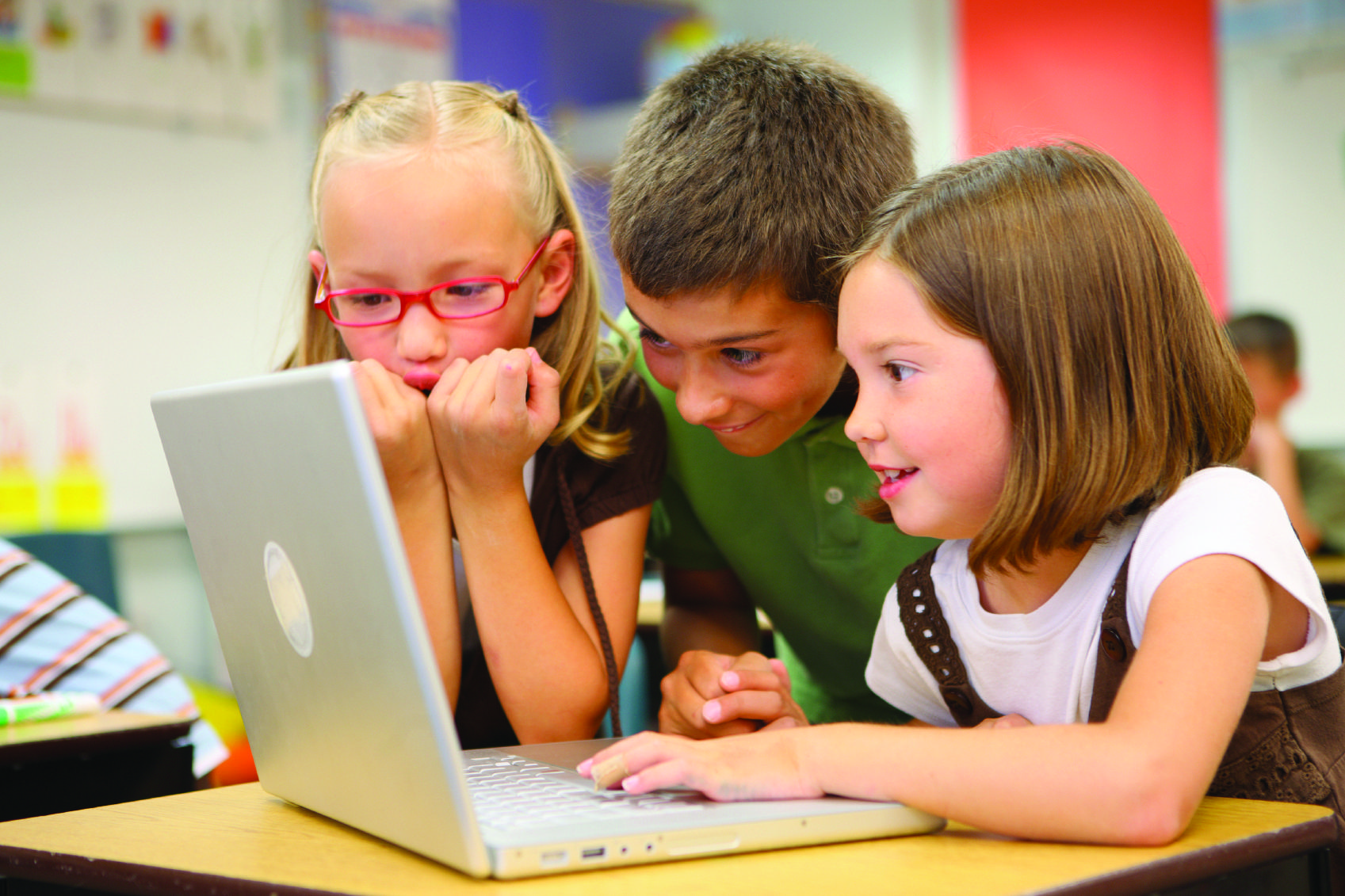
La Generazione Z è stata la prima generazione ad avere un ampio accesso ad Internet sin da un'età precoce.

Nel 2015, Randy Apuzzo, esperto di tecnologia e CEO di Zesty.io, pubblicò un articolo titolato "Always Connected: Generation Z, the Digitarians", nel quale chiamava la nuova generazione Digitarian poiché sono la prima generazione "sempre connessa ad Internet" e che è cresciuta con dispositivi touch. Statistics Canada riporta come "la generazione Internet" sia la prima nata dopo l'invenzione della rete.

### Centennial
The Futures Company ha usato il termine Centennial per descrivere la generazione nata a partire dalla seconda metà del 1996.

### Zoomer
Secondo il dizionario americano Merriam-Webster, il termine Zoomer indicava originariamente un Baby boomer attivo su Internet, ma ci sono sempre più attestazioni sulla stampa e su Internet in cui gli utenti usano questa parola per riferirsi a membri della Generazione Z. Secondo i lessicografi, la parola sta avendo successo sia perché si pronuncia molto meglio di "Gen Zed" e sia perché fa rima con "Boomer", generazione a cui gli Zoomer sono spesso contrapposti.
Le prime attestazioni di questo uso risalgono almeno al 2016, ma è con la pandemia di COVID-19 che sembra stabilirsi definitivamente, in quanto le misure di confinamento hanno costretto a casa milioni di ragazzi, che hanno dovuto seguire le lezioni scolastiche da remoto su piattaforme di videoconferenze come Skype, Teams e appunto Zoom.

## Demografia
La Generazione Z è in gran parte composta dai figli della Generazione X.
Non c'è consenso unanime sulla data d'inizio della Generazione Z. Un report del 2005 pubblicato in Australia dal McCrindle Research Center riporta il 2001 come l'inizio di questa generazione. Uno studio successivo del 2009 dà un range di anni che va dal 1995 al 2009, a partire da un aumento registrato nel tasso di natalità in questi anni e dando come definizione di arco generazionale circa 15 anni. Sotto questa definizione McCrindle usa il tasso di natalità per determinare quando emerge una nuova generazione rispetto alle altre, aggiungendo a questa analisi cambiamenti a livello di macro trend e società. Secondo Statistics Canada questa generazione nasce nel 1993. Neil Howe definisce la Homeland Generation come le persone nate dal 2005 al 2025. Il Pew Research Center ha definito il 1997 come l'anno di nascita iniziale della Generazione Z, basandosi su "diverse esperienze formative", come i nuovi sviluppi tecnologici e socioeconomici, nonché la crescita in un mondo dopo gli attentati dell'11 settembre 2001. Pew non ha specificato l'ultimo anno di nascita per la Generazione Z, ma ha utilizzato il 2012 come l'anno provvisorio per un rapporto del 2019. In un rapporto del 2022, il censimento degli Stati Uniti d'America definì la Generazione Z come "la generazione più giovane con membri adulti (nati dal 1997 al 2013)".

## Caratteristiche
Una ricerca del 2013 condotta da Ameritrade rileva che il 36% della Generazione Z negli Stati Uniti d'America (considerando in questa sede coloro che avevano all'epoca tra i 14 e i 18 anni) nutre preoccupazione sulla possibilità di potersi permettere un'istruzione superiore. Questa generazione si trova ad affrontare un crescente divario di reddito della classe media, che aumenta il livello di stress nella popolazione.
Un documento redatto dalla Frank N. Magid Associates rileva che questo gruppo generazionale mostra sentimenti positivi nei riguardi della crescente diversità etnica degli Stati Uniti, e che sono più disposti rispetto ai loro predecessori ad includere nelle proprie cerchie sociali persone di diversi gruppi etnici e religioni. Secondo Magid, la Generazione Z è "l'ultima a cui sia apparso verosimile che ci sia stato una cosa come il sogno americano" mentre i Baby boomer e i loro figli, i Millennial, "erano molto più propensi a credervi".
I giovani adulti statunitensi della Generazione Z hanno meno fede nel sogno americano "dopo aver visto i loro genitori e fratelli lottare duramente per affermarsi nel mondo del lavoro". Essendo una generazione nata e cresciuta in un periodo di recessione economica, i membri di questo gruppo di persone hanno avuto esperienza in prima persona della paura e dello scoraggiamento che implica l'assenza di un impiego; come conseguenza, i membri della Generazione Z ricercano la soddisfazione personale in un impiego legato alle loro passioni più che a un salario alto. Come scrive Jeffrey Arnett, gli adulti emergenti “si aspettano di trovare un'occupazione che rispecchi la propria identità”. Sono disposti, più spesso che in passato, a provare una serie di lavori e tirocini in qualcosa a cui tengono veramente, piuttosto che accettare un lavoro stabile ma insoddisfacente. Il periodico Business Insider sostiene che questa generazione sarà "più intraprendente e pragmatica riguardo all'aspetto monetario" rispetto alla precedente.
I membri più giovani della Generazione Z sono i primi a vivere l'epoca dei matrimoni omosessuali legalizzati, della crisi europea dei migranti (2015) e della guerra all'ISIS. Per questi motivi sembra essere la generazione che più desidera aiutare il proprio paese d'origine.
La Generazione Z è generalmente meno propensa dei Millennial ad avere una condotta rischiosa. Nel 2013 il 66% dei ragazzi tra i 16 e i 18 anni (i membri più anziani della Generazione Z) aveva provato l'alcol, meno rispetto all'82% degli anni '90. Sempre nel 2013, l'8% dei membri della Generazione Z non aveva mai o aveva raramente indossato la cintura di sicurezza durante un viaggio in automobile come passeggeri: negli anni '90, la percentuale era del 26%.
Uno studio del 2014 chiamato Generation Z Goes to College rivela come gli studenti della Generazione Z si auto-identificano come leali, compassionevoli, riflessivi, di mentalità aperta, responsabili e determinati. Il modo in cui però vedono i loro coetanei è differente da come affermano se stessi: essi li definiscono come competitivi, spontanei, avventurosi e curiosi, tutte caratteristiche che raramente vedono in loro stessi.

### Preponderanza di Internet, scomparsa della televisione
Questa generazione è stata la prima a poter usufruire di Internet sin dalla prima infanzia. Con la rivoluzione del web che ha caratterizzato gli anni '90, la Generazione Z è stata esposta a una quantità di tecnologia impensabile per i predecessori. Mentre gli strumenti tecnologici diventavano più compatti ed economici, la popolarità degli smartphone, negli Stati Uniti, cresceva a livello esponenziale. Nel 2015 il 77% dei ragazzi tra i 12 e i 17 anni possedeva un telefono cellulare: non è difficile immaginare come questa tecnologia li influenzi in termini di studio e apprendimento. Secondo Forbes quando questa generazione si affaccerà al mondo del lavoro, la tecnologia digitale sarà un aspetto preponderante in tutti i percorsi di carriera.
Secondo Anthony Turner questa generazione ha un "legame digitale con la rete", e questo rapporto può aiutare a sfuggire le delusioni emozionali e mentali che incontreranno nella vita offline. Secondo un'indagine della società di consulenza Sparks and Honey nel 2014, il 41% degli adolescenti spendeva più di tre ore al giorno al PC per scopi non inerenti all'educazione scolastica, rispetto al 22% nel 2004.
Circa i tre quarti dei ragazzi tra i 13 e i 17 anni usa il proprio cellulare ogni giorno, ed è una percentuale più alta di coloro che guardano la TV. Secondo Bloomberg, il 65% dei membri della Generazione Z guarda lo sport via smartphone e solo il 35% usa la televisione, una percentuale opposta a quella dei Baby boomer che al 77% si informa tramite televisione.
Si stima che di 150 000 delle applicazioni mobili, circa il 10% presenti nell'App Store (iOS), erano di tipo "educational", volte a preparare i bambini per le scuole superiori. Mentre ricercatori e genitori sono d'accordo nell'affermare che il cambiamento di paradigma educativo è significativo, i risultati del cambiamento stesso sono variabili. Da una parte, gli smartphone offrono opportunità di miglioramento nell'apprendimento e un'istruzione più personalizzata sull'individuo, rendendo questa generazione la più istruita su più campi; dall'altra, ricercatori e genitori temono che l'uso smodato degli smartphone crei una sorta di dipendenza tecnologica e una mancanza di auto-regolamentazione che ostacola lo sviluppo del bambino.

### Dipendenza da Internet
Secondo un periodico, gli adolescenti non hanno bisogno di uno smartphone, ma lo posseggono ugualmente. Quando i bambini diventano adolescenti, ricevere un cellulare diventa un rito di passaggio che permette loro di tenersi in contatto con i loro coetanei; questa pratica è oggi socialmente accettata, anche possederne uno sin da piccoli. Un articolo del Pew Research Center del 2015 riporta come "quasi i tre quarti dei teenager possiede uno smartphone o ha accesso ad uno smartphone e il 30% ha un cellulare di livello base, mentre il 12% degli adolescenti tra i 13 e i 17 dichiara di non possedere alcun tipo di cellulare". Questi numeri sono destinati a crescere ed è proprio il fatto che la maggior parte degli appartenenti a questa generazione possegga un cellulare a definirne le caratteristiche più salienti. Come risultato, "il 24% degli adolescenti è online quasi sempre". In Italia uno studio del 2019 ha mostrato che la metà dei bambini di quinta primaria ha uno smartphone proprio, e uno su cinque lo tiene acceso anche di notte.
Gli adolescenti sono più propensi a condividere informazioni personali online rispetto al 2006. Tuttavia, sono accorti nel prendere precauzioni per proteggere alcune informazioni che non vogliono pubblicare. Sono più propensi a "seguire" gli altri sui social media che a "condividere" e usare i diversi social per gli scopi più svariati. Un test ha mostrato che molti membri della generazione Z sono infastiditi da tante caratteristiche di Facebook, ma che continuano tuttavia ad usarlo, pur progressivamente meno. Twitter e Instagram stanno aumentando la loro popolarità tra i membri di questa generazione, tanto che il 24% (destinato a crescere) di teen che accedono ad Internet ha un account su Twitter. Questo in parte si deve al fatto che spesso i loro genitori non utilizzano queste piattaforme, al contrario di Facebook. Snapchat è diventato un social molto attraente per questa generazione perché video, immagini e messaggi sono spediti più velocemente che con altre piattaforme. Velocità e affidabilità sono due aspetti importanti nella scelta della piattaforma social per questa generazione. Questa necessità di comunicare velocemente ha fatto sì che questa generazione apprezzi in maniera particolare applicazioni come Vine e TikTok, quest'ultimo soprattutto dopo lo scoppio e durante la Pandemia di COVID-19.
Uno studio condotto da diversi psicologi ha messo in luce che i più giovani utilizzano Internet per interagire con i coetanei e per accedere alle informazioni. La tecnologia mobile, i social media, e l'uso di Internet sono diventati sempre più importanti per gli adolescenti negli ultimi dieci anni. I giovani utilizzano Internet come strumento per aumentare le proprie capacità relazionali, che successivamente applicano alle situazioni della vita reale; inoltre grazie alla rete cercano contenuti che gli interessano. Gli adolescenti spendono la maggior parte del loro tempo online comunicando privatamente con persone con cui interagiscono anche nella loro vita offline. L'utilizzo dei social media non è solo finalizzato ad essere aggiornati su ciò che succede nel mondo, ma anche e soprattutto per sviluppare e mantenere vive relazioni con persone vicine. L'uso dei social media è diventato parte integrante delle vite quotidiane dei membri della Generazione Z che hanno accesso alla rete: quello che ne consegue è un vasto utilizzo dello smartphone in termine di ore. Lo sviluppo di relazioni online è diventata una norma per questa generazione. La Generazione Z è generalmente contraria all'utilizzo smodato di Photoshop ed è contraria al cambiamento personale al fine di aderire ad un modello di perfezione. I genitori comunque temono l'utilizzo smodato della tecnologia, non vedono di buon occhio la condivisione di contenuti e immagini personali; d'altra parte gli adolescenti lamentano il controllo smodato dei genitori circa il loro uso della rete. Questa generazione utilizza i social media per rafforzare il rapporto con gli amici e per costruirne di nuovi; essi interagiscono anche con persone che non avrebbero mai potuto incontrare nella vita reale, ed è così che i social diventano uno strumento di creazione di identità.
I social media sono conosciuti per essere un veicolo di espressione dei propri gusti e di condivisione delle proprie vite; d'altra parte però, questo utilizzo non di rado provoca violenti episodi di razzismo.

### Salute mentale
La pandemia di COVID-19 ha avuto un impatto non trascurabile sulla salute mentale dei bambini e soprattutto degli adolescenti nel 2020 e 2021, fatto questo che ha suscitato diverse preoccupazioni in pediatri e psichiatri.
A causa della pandemia, la generazione Z è stata la prima a sperimentare in massa il fenomeno dell'apprendimento a distanza, su piattaforme di videoconferenze come Zoom, Meet e Teams. La didattica a distanza ha comportato conseguenze psicologiche degne di nota.
Un'altra tendenza generazionale è la diffusione epidemica del narcisismo patologico. Secondo lo psicologo Peter Gray del Boston College, nel 2014 il 70% dei ragazzi statunitensi presenta dei tratti di narcisismo patologico, una percentuale senza paragoni con le generazioni precedenti. Si tratta di cifre che superano quelle già registrate con la generazione dei Millennial dieci anni prima e che secondo gli psicologi, obbligano a studiare meglio le dinamiche tra genitore narcisista e i figli.
Lo psicologo Jonathan Haidt ha rilevato diverse correlazioni con l'aumento esponenziale dei disturbi d'ansia ed altri disturbi psicologici nei bambini ed adolescenti, con il diffondersi dell'uso di smartphone touchscreen a partire dal 2010.

## Cultura

### OK boomer!
Il conflitto intergenerazionale con i Baby boomer è stato riassunto nell'espressione "OK boomer" usata a livello internazionale. Si tratta in sintesi della risposta che i membri della Generazione Y, ma soprattutto Z hanno iniziato a utilizzare per rivolgersi a Baby boomer e ai membri più anziani della Gen X ogni qualvolta questi esprimano opinioni condiscendenti nei loro confronti, in particolare su questioni come il cambiamento climatico, il cambiamento tecnologico e l'integrazione di gruppi minoritari. Viene usato anche per intendere una persona tipicamente della generazione X che non conosce bene l'utilizzo di internet e dei social.

### Networking transnazionale
L'uso costante dei social network è un tratto caratteristico dei giovani della Generazione Z. Mentre i loro genitori sono in maggioranza iscritti a Facebook e i loro fratelli più grandi - la generazione Y - preferisce Instagram, i giovani della Generazione Z usano in maggioranza TikTok. Com'è noto l'utilizzo dei social è oggetto di tensioni internazionali per il loro potenziale impiego nella diffusione di fake news e propaganda. Nell'agosto 2020, il presidente degli Stati Uniti d'America Donald Trump ha firmato un decreto che ha vietato l'uso di TikTok sul suolo nazionale, accusando la piattaforma cinese di trasferire dati sensibili di cittadini americani verso Pechino. Nel marzo 2022, il governo russo di Vladimir Putin impegnato nella invasione dell'Ucraina ha bloccato diversi tra i social più usati nel resto del mondo, favorendo delle reti alternative con base in Russia.